# Spring Breakers
Spring Breakers és una pel·lícula estatunidenca estrenada als cinemes l'any 2013, pertanyent al gènere policíac i comèdia dramàtica dirigida i escrita per Harmony Korine, protagonitzada per James Franco, Selena Gomez, Vanessa Hudgens, Ashley Benson, Rachel Korine, Heather Morris i Gucci Mane. La pel·lícula segueix a quatre joves en edat universitària que decideixen robar un restaurant de menjar ràpid per tal de pagar per les seves vacances de primavera. La pel·lícula va ser seleccionada per competir pel Lleó d'Or al Festival Internacional de Cinema de Venècia l'any 2012.

## Argument
Quatre estudiants d'universitat anomenades Faith (Selena Gomez), Brit (Ashley Benson), Candy (Vanessa Hudgens) i Cotty (Rachel Korine) planegen reunir diners per al seu viatge de vacances de primavera atacant un local de menjar ràpid. Durant una nit de festa, les noies són arrestades amb càrrecs per drogues. Amb ressaca i vestides només amb els seus biquinis, compareixen davant un jutge, però són alliberades inesperadament per Alien (James Franco), un perdonavides local traficant d'armes i drogues que les pren sota la seva ala i les porta a les vacances més salvatges de la història. Dur per fora, però amb un costat amable, Alien es guanya el cor de les noies, i les portarà a un viatge que mai oblidaran.

## Repartiment
- Selena Gomez: Faith
- Vanessa Hudgens: Candy
- James Franco: Alien
- Ashley Benson: Brit
- Heather Morris: Bess
- Rachel Korine: Cotty
- Gucci Mane: Big Arch
- Ash Lendzion: Forest
- Emma Holzer: Heather
- Jeff Jarrett: Pastor jove
- John McClain: Jutge

## Premis i nominacions
Nominacions
- 2012: Lleó d'Or